# Linda de Vries
Linda de Vries (Assen, 4 februari 1988) is een Nederlands voormalig langebaanschaatsster die gespecialiseerd was in het allrounden.

## Biografie
De Vries komt uit een schaatsfamilie. Haar vader Jan de Vries en moeder Margriet Pomper waren eveneens schaatser op nationaal niveau, zus Annelie de Vries is tennisster en broer Guus de Vries was een verdienstelijke verdediger bij FC Emmen.
In het seizoen 2008-2009 kwalificeerde ze zich voor de 1500 meter op de NK afstanden. Ze eindigde op deze afstand de negentiende plaats. Hetzelfde seizoen nam ze voor het eerst deel aan het NK allround, waar ze ook op de negentiende plek eindigde. Het volgende seizoen, 2009-2010, deed ze mee op drie afstanden op de NK afstanden 2010 (1000, 1500 en 3000 meter). Op deze afstanden werd ze respectievelijk 12e, 12e en 15e. Op alle afstanden reed ze een nieuw persoonlijk record. Vervolgens eindigde ze op het NK sprint als tiende in het algemeen klassement. Op het NK allround van 2010 behaalde ze haar tot dan toe hoogste eindklassering, ze werd achtste.

### 2010/2011
In november 2010 reed De Vries vier afstanden op de NK afstanden 2011. Na eerder op de 3000 en 1500 meter al een persoonlijk record te hebben gereden leek ze ook op de 5000 meter op weg naar een dik PR van 7.28,09, maar werd gediskwalificeerd vanwege het overtreden van de nieuwe lijnregel.
Op 4 en 5 december 2010 won De Vries de Kraantje Lek Trofee mede dankzij het winnen van de 1500m. Hiermee plaatste ze zich voor het NK Allround 2011. Op dag een van het NK reed ze naar de derde tijd op de 500 meter wat ook een nieuw persoonlijk record is: 40,24, een dag later eindigde ze als vierde op de 3000 meter in een nieuw persoonlijk record van 4.11,76. Na op de 1500 ook vierde en op de 5000 vijfde te zijn geworden werd ze vierde in het eindklassement en werd aangewezen als eerste reserve voor de EK, omdat Wüst door de TCL was aangewezen voor het EK en zich zodoende kon richten op het NK Sprint. Ook voor het WK Afstanden in Inzell was ze reserve: op de 5000 meter. Maar door het afzeggen van een buitenlandse schaatsster mocht ze alsnog aan de start verschijnen en reed ze naar de elfde tijd.

### 2011/2012
Tijdens de NK Afstanden eindigde ze op de 3000 meter met een halve seconde naast het podium, achter Ireen Wüst. Voor het EK Allround wist ze zich tijdens de KNSB Schaatsweek te kwalificeren. Tijdens het EK Allround dat werd gehouden van 6 t/m 8 januari 2012 eindigt De Vries als debutant op de 4e plaats waarmee ze zich direct gekwalificeerd heeft voor het WK Allround 2012 dat werd gehouden van 17 t/m 19 februari 2012 in Rusland op de IJsbaan van Moskou. Toen ze als zesde de slotdag begon en het podium net niet haalde reageerde ze als volgt: Ik heb me dankzij die vierde plaats rechtstreeks geplaatst voor het WK allround. Dat is een beetje mijn medaille. Op het WK Allround is Moskou behaalde ze een vierde plaats, nadat ze in een rechtstreeks duel om de vierde plaats Cindy Klassen versloeg op de afsluitende 5 km. Ze behaalde twee keer het afstandspodium met een derde plaats op zowel de 3 als de 5 km. Op het ijs liet ze zich begeleiden door Tijssen vanwege conflicten met coach Marianne Timmer. Op 21 februari 2012 liet directeur Arjan Bos weten dat het management van TVM zich heeft gemeld bij haar voor een contract voor de komende twee seizoenen.
Hoewel De Vries zich tijdens de schaatsweek niet kwalificeerde voor het tweede deel van de wereldbeker, kreeg ze, doordat Paulien van Deutekom haar carrière beëindigde, toch een kans op de 1500 meter. Tijdens de wereldbekerfinale in Berlijn kreeg ze nog een extra kans doordat Ireen Wüst zich afmeldde. De Vries verraste door vierde op de 3000 meter én beste Nederlandse te worden, waardoor ze een ticket voor de WK afstanden afdwong. Een dag later herhaalde ze deze prestatie op de 1500 meter. Ze werd zesde, versloeg haar Nederlandse concurrentes en haalde een tweede WK-ticket binnen.
Tijdens de WK Afstanden van 2012 won De Vries brons op de 1500 meter en werd ze samen met Ireen Wüst en Diane Valkenburg wereldkampioene ploegenachtervolging. In april 2012 tekende de Drentse schaatsster een tweejarig contract bij TVM.

### 2013-2018

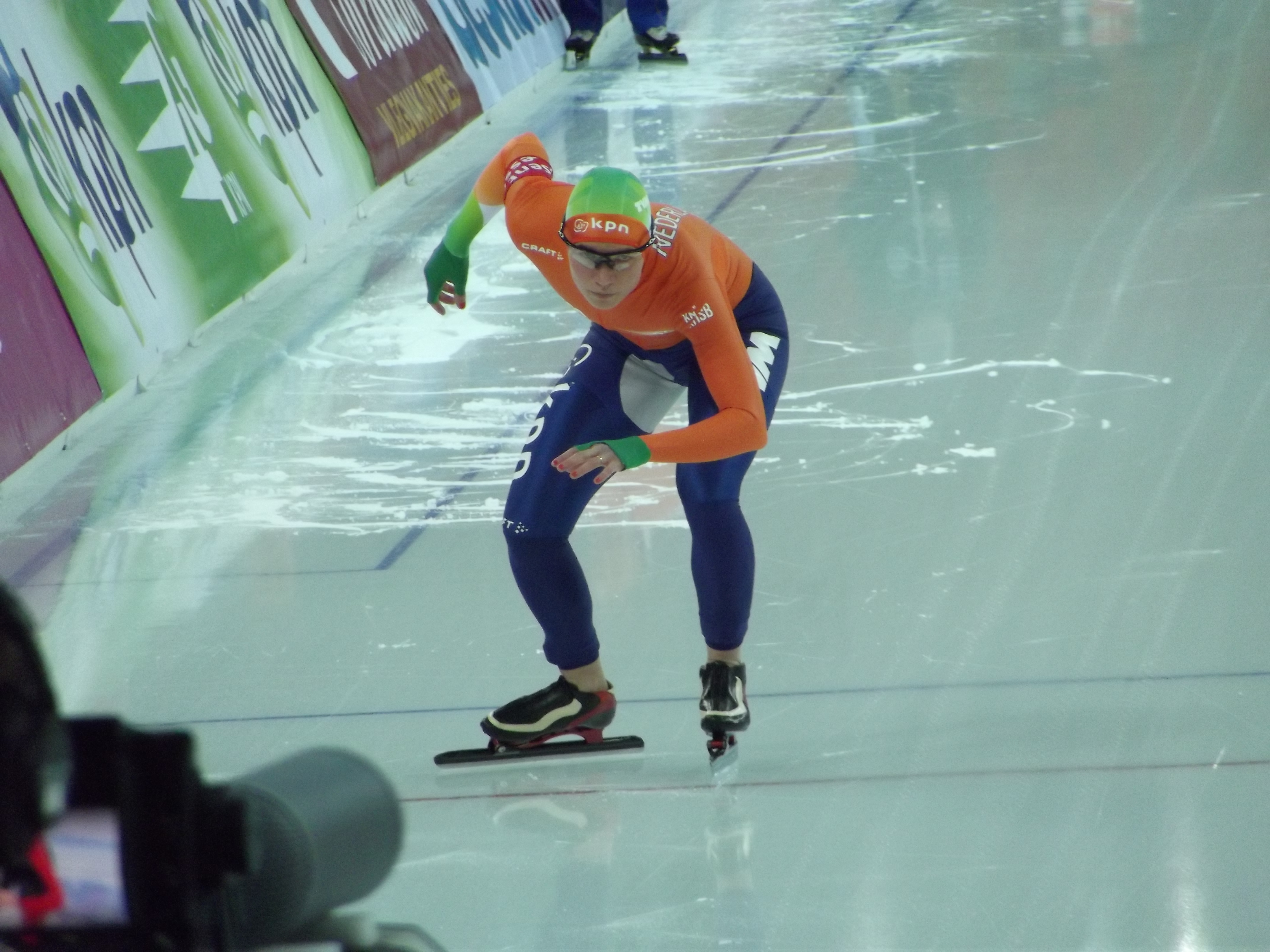
Linda de Vries tijdens de WK afstanden 2013

Tijdens het EK Allround 2013 behaalde De Vries de zilveren medaille. Ze stond samen op het podium met haar teamgenotes van de gouden achtervolgingsploeg van 2012. Wüst werd kampioene, Valkenburg pakte het brons. Ook reed ze met 7.02,77 een nieuw persoonlijk record. Tijdens het WK Allround eindigde De Vries, net zoals in 2012, als vierde in het eindklassement. Ook bij het WK Afstanden wist ze geen medaille te behalen; ze werd 4e en 5e op de 3000 en 5000 meter.
In seizoen 2014/2015 werd ze derde op het EK Allround en vijfde op het WK Allround (met een tweede plek op de 5000 meter).
Op 1 november 2015 wist De Vries zich na een teleurstellende 1500m en 3000 meter waar ze zich niet wist te plaatsen voor de eerste wereldbekerwedstrijden alsnog tussen de eerste vijf rijders te kwalificeren op de 1000 meter bij de KNSB Cup. Op 22 november reed ze in Salt Lake City naar een nieuw pr in 1.16,10.
Nabij het einde van het seizoen 2017/2018 besloot De Vries een punt te zetten achter haar sportieve loopbaan. Haar laatste race zou de 3000 meter in de wereldbekerfinale in de Minsk Arena, Minsk worden maar bij een proefstart scheurde ze haar achillespees af.

## Persoonlijke records
| Afstand    | Tijd    | Datum            | Baan           |
| ---------- | ------- | ---------------- | -------------- |
| 500 meter  | 39,26   | 7 maart 2015     | Calgary        |
| 1000 meter | 1.16,10 | 22 november 2015 | Salt Lake City |
| 1500 meter | 1.55,57 | 8 maart 2015     | Calgary        |
| 3000 meter | 3.59,76 | 10 december 2017 | Salt Lake City |
| 5000 meter | 7.02,77 | 13 januari 2013  | Heerenveen     |

## Resultaten
| Jaar | NK Afstanden                           | NK Sprint              | NK Allround             | EK Allround       | WK Allround       | WK afstanden                     | Wereldbeker                             |
| ---- | -------------------------------------- | ---------------------- | ----------------------- | ----------------- | ----------------- | -------------------------------- | --------------------------------------- |
| 2009 | 19e 1500m                              |                        | NC19 (22e, 19e, 15e, -) |                   |                   |                                  |                                         |
| 2010 | 12e 1000m 12e 1500m 15e 3000m          | 10e (17e, 6e, 11e, 8e) | 8e (9e, 9e, 4e, 7e)     |                   |                   |                                  |                                         |
| 2011 | 15e 1000m 8e 1500m 9e 3000m DQ 5000m   |                        | 4e · (, 4e, 4e, 5e)     |                   |                   | 11e 5000m                        | 40e 1500m 28e 3/5 km                    |
| 2012 | 5e 1500m 4e 3000m 5e 5000m             |                        | · (, )                  | 4e · (9e, 7e, 4e) | 4e · (6e, 7e, )   | 1500m · 5e 3000m · achtervolging | 12e 1500m 5e 3/5 km 15e Grand World Cup |
| 2013 | 12e 1000m 5e 1500m 7e 3000m 6e 5000m   |                        | 4e · (7e, 4e, 4e)       | · (7e, )          | 4e · (12e, 5e, )  | 5e 3000m 4e 5000m                | 4e 1500m 8e 3/5 km 13e Grand World Cup  |
| 2014 | 9e 1500m 6e 3000m 8e 5000m             |                        | 5e (6e, 4e, 4e, 5e)     |                   |                   |                                  | 11e 3/5 km 26e Grand World Cup          |
| 2015 | 15e 1000m 5e 1500m 6e 3000m 11e 5000m  |                        | · (4e, 6e, 4e)          | · (5e, 4e, 4e)    | 5e · (13e, 6e,    |                                  | 8e 1500m 23e 3/5 km 36e Grand World Cup |
| 2016 | 10e 1000m 11e 1500m 10e 3000m 7e 5000m |                        | · (, 4e)                |                   | 4e · (9e, 5e, 4e) |                                  | 41e 1000m 23e 1500m 27e 3k/5k           |
| 2017 | 10e 1500m 10e 3000m 9e 5000m           |                        | 5e · (, 5e, 5e, 6e)     |                   |                   |                                  | 24e 1500m 19e 3k/5k                     |
| 2018 | 8e 1500m 9e 3000m 11e 5000m            |                        | · (, , 4e)              |                   |                   |                                  | 32e 1500m 14e 3k/5k                     |

(#, #, #, #) = afstandspositie op allroundtoernooi (500m, 3000m, 1500m, 5000m).

### Medaillespiegel
| Kampioenschap                     | Goud | Zilver | Brons |
| --------------------------------- | ---- | ------ | ----- |
| NK Allround Klassement            | 0    | 1      | 2     |
| NK Allround Afstanden             | 3    | 1      | 6     |
| EK Allround Klassement            | 0    | 1      | 1     |
| EK Allround Afstanden             | 0    | 2      | 3     |
| WK Allround Afstanden             | 0    | 1      | 5     |
| WK Afstanden                      | 1    | 0      | 1     |
| Wereldbeker Afstanden Individueel | 0    | 0      | 2     |